# ليلى وليامز
ليلى وليامز (بالإنجليزية: Leila Williams)‏ هي مقدمة تلفزيونية بريطانية، ولدت في 1937 في والسال في المملكة المتحدة.

## وصلات خارجية
- ليلى وليامز على موقع IMDb (الإنجليزية)
- ليلى وليامز على موقع قاعدة بيانات الفيلم (الإنجليزية)